# Contato improvisação

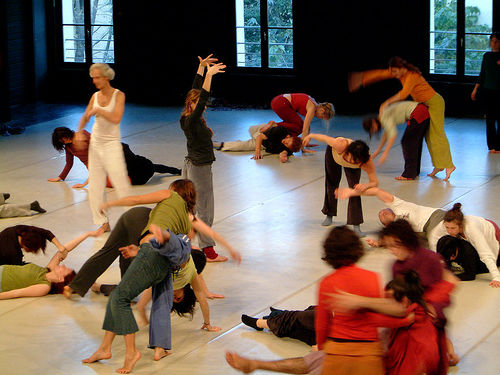
“Jam” de contato improvisação

Contato Improvisação (CI) é uma dança desenvolvida em 1972 por um grupo de pessoas pesquisando em residência artística em Nova Iorque. Consiste na exploração de movimentos corporais improvisados através de princípios como o toque, relação com a gravidade, queda, a troca de peso e consciência corporal. Praticada em diversos países, é tema da publicação Contact Quarterly.

## História
A primeira performance de Contato Improvisação foi feita em Junho de 1972 na John Weber Gallery (Nova Iorque) a partir de uma residência artística financiada por uma bolsa recebida por Steve Paxton, que havia convidado cerca de 15 estudantes e colegas para essa pesquisa coletiva. Entre esses dançarinos estavam Alice Lusterman, Barbara Dilley, Curt Siddall, Daniel Lepkoff, David Woodberry, Emily Siege, Laura Chapman, Leon Felder, Mark Peterson, Mary Fulkerson, Nancy Stark Smith, Nancy Topf, Nita Little, Steve Christiansen, Steve Paxton, Tim Butler, Tom Hast.
A surgimento da prática teve inúmeras influências de diversas pessoas e das pesquisas da década de 60. Especialmente influentes foi o pensamento oriental em geral (yoga, zen, taoísmo), artes marciais (capoeira, judô, aikidô), terapias "somáticas" do séc. 20 e "movimentos naturais", dança livre de pés descalços; e práticas utilizando centros de gravidade, rolamentos, quedas e demais mecanismos de sustentação do corpo humano que exploravam mobilidade, relaxamento, movimento autêntico, não-intencionalidade, improvisação etc.